# Sven-Erik Ellmén
Sven-Erik Ellmén, född 26 maj 1920 i Karlskrona, död  9 april 2004, var en svensk jurist som var lagman i Sundsvalls tingsrätt från 1980 till 1987.
Ellmén blev juris kandidat 1946 och genomförde tingstjänstgöring 1946–1949, innan han blev fiskal vid Hovrätten för Nedre Norrland 1949. Han var hovrättsråd där 1959–1980 och var därefter lagman i Sundsvalls tingsrätt till 1987.
Ellmén var gift från 1957 med Karin, född Nordvall 1920.